# Zinaida Tusnolobova-Marchenko
Zinaida Mihailovna Tusnolobova-Marchenko (în rusă Зинаида Михайловна Туснолобова-Марченко; n. 23 noiembrie 1920, Polotsky Uyezd⁠(d), RSFS Rusă, URSS – d. 20 mai 1980, Polack, RSS Bielorusă, URSS) a fost un subofițer medical senior al Armatei Roșii în al 849-lea regiment în timpul celui de-al doilea Război Mondial. După ce a fost atacată de un soldat german în Kursk, a suferit degerături grave și rănile s-au gangrenat, i-au fost amputate toate patru membrele. Deoarece rănile ei au forțat-o să se retragă din armată, a vorbit la radio și a scris o scrisoare deschisă către soldații de pe primul front baltic, intervenție care a primit peste 3.000 de răspunsuri. I-a fost acordat titlul de Erou al Uniunii Sovietice pe 6 decembrie 1957 și i-a fost decernată Medalia Florence Nightingale în 1965, devenind astfel doar a treia femeie sovietică care a primit medalia de la Crucea Roșie.

## Copilărie și tinerețe
Tusnolobova-Marchenko s-a născut pe 23 noiembrie 1920 în familia fermierilor de la ferma Shevtsovo din Poloțk, aflată astăzi în Belarus. După ce a absolvit gimnaziul, ea a lucrat ca farmacist în Leninskugol. S-a alăturat armatei după începerea războiului și a devenit membru al partidului comunist în 1942.

## Al doilea Război Mondial
Tusnolobova-Marchenko a intrat în Armata Roșie în aprilie 1942, după începerea celui de-al doilea Război Mondial și după ce a absolvit cursurile de asistentă medicală, fiind repartizată în Regimentul 849 Pușcă.
În primele opt luni ale serviciului militar, a evacuat 123 de răniți soldați sovietici de pe câmpul de luptă. Pe 2 februarie 1943, în timp ce încerca să salveze un comandant de pluton rănit, a fost grav rănită, având ambele picioare rupte. În timp ce soldații germani fugeau de pe câmpul de luptă, s-a prefăcut moartă, dar un soldat german a observat că era încă în viață și a început o bată violent. Un pluton de recunoaștere de noapte a observat că era încă în viață și a reușit să o ducă la un spital trei zile mai târziu. Deoarece suferise degerături grave, medicii au efectuat opt intervenții chirurgicale pentru a-i salva viața, amputând mâna stângă, întregul braț drept, laba piciorului stâng și piciorul drept până la genunchi. Pe perioada următoare a războiului, în timp ce se recupera, a scris o scrisoare deschisă către frontul baltic 1, cerându-le să se răzbune pentru suferința provocată ei și celorlalți. Scrisoarea începe prin menționarea faptului că stă într-un pat de spital de 15 luni din cauza Axei, referindu-se la Axă doar ca „fasciști”, menționând pe scurt viața înainte de război. În schimb, începe direct să descrie furia ei față de Axă, că trebuie sa scrie cu un creion legat  de cotul ei, cum fratele ei și-a pierdut mâna și soțul ei a murit în război, spunând direct că „fasciștii au făcut-o”, înainte de a încheia cerându-le soldaților să nu cruțe un singur soldat german și să răzbune poporul rus. Scrisoarea a rezultat în peste 3.000 de scrisori și răspunsuri din partea trupelor, promițându-i răzbunare în numele ei. Numeroase tancuri și aeronave sovietice au fost decorate cu texte de genul „Asta e pentru Zinaida” și „Pentru Zinaida Tusnolobova” (în rusă За Зину Туснолобову!), o practică atât de populară încât un alt Erou al Uniunii Sovietice, Piotr Andreev, și-a decorat avionul.

## Viața după război
După război, s-a căsătorit cu un coleg veteran, locotenent Iosif Petrovici Marchenko, care a lucrat ca inginer. Unul dintre copiii ei, Vladimir Marchenko, a servit în armată timp de doi ani. În 1957, după sfârșitul războiului, i-a fost acordat titlul de Erou al Uniunii Sovietice printr-un decret al Sovietului Suprem pentru curajul din război și a fost decorată cu Medalia Florence Nightingale în 1965 de către Crucea Roșie Internațională. A murit de pneumonie în 1980, la vârsta de 59 de ani. Mai multe școli și străzi din Belarus au fost numite în onoarea ei, iar un plic comemorativ cu portretul ei a fost emis de către Belarus în 1992.